# Kashima Shinryu
Kashima Shinryū (鹿島神流) is een Japanse koryū krijgskunst die begin 16e eeuw is ontstaan. De krijgskunst was in Japan onder leiding van Kunii Zen’ya (1894-1966, 18e generatie sōke (hoofd van de school) enigszins berucht in de vroege twintigste eeuw . De huidige 21e generatie sōke is Kunii Masakatsu. Hoewel de Kunii familie nog altijd aan het hoofd staat, is de titel van sōke nu vooral een eretitel. De verantwoordelijkheid voor het behoud en overdragen van de krijgskunst ligt momenteel bij de 19e generatie hoofdinstructeur (shihanke): Seki Humitake .

## Technieken
Kashima Shinryū is een complete school van krijgskunsten. Aanvankelijk ligt de nadruk ligt op het leren van "kenjutsu" en "jujutsu", onderwezen worden onder andere:
- Kenjutsu
- Jujutsu
- Kaikenjutsu (mestechnieken)
- jōjutsu (stoktechnieken, vergelijkbaar met jodo)
- naginatajutsu (naginata technieken), nota bene: naginata wordt vaak foutief met 'hellebaard' vertaald.
- kusarigamajutsu (technieken met kusarigama: een sikkel met meterslange ketting, verzwaard met ijzeren bal)
- sōjutsu (technieken met speer)
- battōjutsu (trekken en in de schede steken van het zwaard, vergelijkbaar met iaido)
- kenpō (atemi)
- shurikenjutsu (technieken voor shuriken)
- hobakajutsu (vastbinden)

## Geschiedenis
De karakters Kashima 鹿島 zijn ter ere van de godheid die vereerd wordt in de Kashima Tempel te Kashima, Prefectuur Ibaraki, die wordt geacht de goddelijke inspiratie (shin 神) te hebben gegeven voor Kashima Shin-ryū. De vroegste elementen van de school worden toegeschreven aan Kashima no Tachi. Kashima no Tachi bestond uit schermtechnieken die werden doorgegeven door de priesters van de Kashima Tempel, na hun ontwikkeling door Kuninazu no Mahito in de zevende eeuw na Christus.
Volgens de traditie binnen Kashima Shinryū verfijnde Matsumoto Bizen-no-kami, geholpen door Kunii Kagetsugu, Kashima no Tachi en breidde deze uit tot wat de basis werd van de huidige school. Hierna scheidden hun wegen zich. Kunii Kagetsugu begon wat nu de sōke lijn genoemd wordt (en geldt als de eerste generatie ervan) in de provincie Iwaki en leverde de krijgskunst binnen de Kunii familie over.
Matsumoto Bizen-no-kami onderwees daarentegen een groot aantal leerlingen, waaruit een aantal krijgskunsten ontstond, vaak met karakters in de naam die gelezen worden als shinkage.
In 1780 werd de 12e generatie sōke, Kunii Taizen Minamoto no Ritsuzan een volleerd meester in Jikishinkage-ryū, als leerling van Ono Seiemon Taira no Shigemasa. Aangezien Jikishinkage-ryū ook zijn ontstaan terugvoert op Matsumoto Bizen-no-kami, maar dan overgeleverd via Kamiizumi Ise-no-kami Fujiwara-no-Nobutsuna in plaats van via de Kunii familie, wordt de eerstgenoemde lijn erkend binnen Kashima Shinryū als de lijn van hoofdinstructeurs (shihanke). Van deze lijn wordt Matsumoto Bizen-no-kami gezien als de eerste generatie. De sōke en shihanke lijnen bleven verenigd binnen de Kunii familie, totdat Kunii Zen'ya Seki Humitake als zijn opvolger (en daarmee 19e generatie hoofdinstructeur) aanwees. Kunii Zen’ya’s weduwe Kunii Shizu werd de 19e generatie sōke.
Relatie tussen Kashima Shinryū en Kashima Shintō-ryū
Ondanks de overeenkomst qua naam is Kashima Shinryū slechts oppervlakkig verwant aan Kashima Shintō-ryū. Hoewel beide scholen Kashima no Tachi zien als een belangrijke bron, claimt Kashima Shintō-ryū Tsukahara Bokuden, als stichter. Onafhankelijk van Matsumoto Bizen-no-Kami ontwikkelde Tsukuhara Bokuden een eigen verfijning van Kashima no Tachi

## Graden
Het "menkyo-systeem" wordt gehanteerd (in tegenstelling tot het kyū-dan-systeem)
Er zijn de volgende graduaties binnen de Kashima-Shinryū Federation of Martial Sciences:
| Graduatie              | kleding                    | eisen |
| ---------------------- | -------------------------- | --- |
| Kirigami 切紙          | witte band                 | Kenjutsu: kihon tachi, uradachi Jūjutsu: Reiki no ho, idori, tachiwaza (Kirigami is een vereiste voor Kashima Shin-ryū lidmaatschap) |
| Shomokuroku 小目録     | witte band, zwarte hakama  | Kenjutsu: Aishin kumitachi, Jissen tachigumi, Seigan tachiai Jūjutsu: reikinage, nagewaza                                            |
| Shoden 初伝            | zwarte band, zwarte hakama | Kenjutsu: Kassen tachi, Tsubazeri, Taoshiuchi Jūjutsu: Kumiwaza gusokudori, Toritegaeshi (selectively), kaiken/tantojutsu            |
| Chūden 中伝            | zwarte band, zwarte hakama | |
| Okuden 奥伝            | zwarte band, witte hakama  | |
| Kaiden 皆伝            | zwarte band, witte hakama  | |
| Menkyo kaiden 免許皆伝 | witte band, witte hakama   | Leerling beheerst het hele system.                                                                                                   |

## Locaties
Geautoriseerde (d.w.z. met goedkeuring van de shihanke) clubs waar Kashima Shinryu kan worden getraind: 
Nederland: Breda.
Japan: Tokyo, Kyoto en Tsukuba.
Europa: Breda, Dresden, Frankfurt am Main, Helsinki, Ljubljana, Londen en Tampere.
Verenigde Staten: Los Angeles, Athens, en Bozeman.